# 大槻磐渓
大槻 磐渓（おおつき ばんけい、享和元年5月15日（1801年6月25日） - 明治11年（1878年）6月13日）は、日本の幕末から明治初頭にかけて活躍した仙台藩士、儒者、漢学者。文章家としても名高い。名は清崇。
仙台藩の藩校、養賢堂学頭であった磐渓は、幕末期の仙台藩論客として奥羽越列藩同盟の結成に走り、戊辰戦争後は戦犯として謹慎幽閉された。
父は蘭学者の大槻玄沢。子に大槻如電と大槻文彦（国語学者で『言海』編者）がいる。親戚に養賢堂の学頭の大槻平泉がいる。

## 生涯

### 生い立ち
1801年（享和元年）6月25日、江戸木挽町の幕臣浦上氏の邸内で生まれる。父の大槻玄沢は、六番目の次男であったことから六二郎と名付けた。3歳の頃、母が麻疹で没しているが、のち後妻タホの手で育てられた。1816年（文化13年）、元服して平次郎と称する。
この頃、父の玄沢とその蘭学仲間・桂川甫周が雑談中、蘭学を盛んにするために玄沢が訳した蘭語（オランダ語）を、当時の学術用語である漢文体の文章に翻訳させるため、磐渓を漢学者として育てようと話し合ったというエピソードがある。実際に磐渓は、漢学者としての道をたどることになる。
また、父の玄沢の医学の師匠の建部清庵に跡継ぎがなく、玄沢に磐渓を養子に欲しいと頼んだことがある。玄沢はこの話をするため息子を呼んだところ、磐渓は頑なにこれを拒んだ。師匠家の頼みであるため、玄沢は説得を続けたが磐渓は結局折れず、後に玄沢は「あれはなかなか見所がある」とうれし泣きしたという。

### 学問修業

現在は泰心院の山門として移築された養賢堂正門
磐渓はここで学び、幕末には学頭を務めることになる

磐渓の本格的な学問修業は、1816年、16歳の頃昌平坂学問所（昌平黌）で大学頭を務める林述斎の林家に入門したことから始まる。ここで磐渓は高弟の葛西因是から文章を、松崎慊堂から経学を学んだ。葛西は父の玄沢と懇意でもあった。翌1817年、17歳で昌平黌に入寮し、27歳までの11年間、（断続的ではあるが）ここで学び続けることになる。
1818年春、父の弟子・佐々木中沢を伴って、初めて郷里の仙台藩磐井郡中里村へ帰郷し、一族の大槻平泉や、仙台藩の藩校・養賢堂を訪ねている。また江戸から大槻家を訪ねていた松崎慊堂とここで初対面を果たした。
22歳の頃、仙台藩校の養賢堂に入る。ここで学頭を務める親族の大槻平泉に抜擢され、指南役見習となった。しかしこの職は普通30、40歳程度の学者が就く職であり、これを行き過ぎとみた父玄沢の意見により、翌1823年、磐渓は江戸の昌平黌に戻った。ところが翌1824年にはまた養賢堂へ戻っている。このころの学友に安井息軒がいる。

#### 関西遊学
このように、郷里の東北には縁があったものの、箱根山を越えたことがなかった磐渓は、1827年、27歳の頃、父の取り組む蘭学の修業を念頭に、関西・九州を経て長崎への遊学を決意した。この旅程が、彼の旅日記『西遊紀程』にまとめられている。この旅程で磐渓は多くの学者達の教えを受けながら長崎へと向かったが、当時一介の書生であった磐渓が高名な学者たちと対面できたのには、有名な蘭学者・大槻玄沢の息子であったという要因も無視できない。
3月27日、京都での頼山陽との出会いは特筆に値する。ここで磐渓の漢文を見た山陽は、磐渓に「後来有望なり」との評価を与え、酒杯を共にすることを望んだ。ここで頼山陽は、完成間近の『日本外史』の原稿を磐渓に見せた。しかし酔った磐渓は、あろうことか大学者である頼の原稿に対して批評を始めてしまい、頼の一喝をくらってしまう。しかし頼も磐渓の批評を気にしていたのか、彼の指摘を受けて『日本外史』構成を改訂した。磐渓は後にこのことを「自分の放言も、暗に山陽を助けたことになった」と述懐している。また同日、山陽の弟子であり、美濃蘭学の祖と呼ばれる江馬蘭斎の娘・江馬細香とも出会っている。細香に聡明さと柔和さを感じた磐渓は、後に彼女への思いを漢詩「和細香女史見寄三首」に書き残しており、そこには彼女への慕情が読み取れる。
4月10日の宿にて、早飛脚で父玄沢が病に倒れたとの知らせを受け、急遽長崎遊学を中断し、急ぎ江戸へ帰還した。玄沢は既に3月30日に没していた。翌1828年7月、改めて蘭学修業のために長崎遊学を実現させた。しかし当時長崎はシーボルト事件の影響で騒然としており、オランダ人との接触ができなかったため、翌年江戸に帰った。こうして磐渓の蘭学修業は実現せず、また頼山陽の賛辞を受けたこともあり、最終的に蘭学ではなく漢学を志すことになった。ただ、この長崎滞在中に高島秋帆と出会っていたことが、後にひとつの転機となった。

### 仙台藩士時代
1832年(天保3年)、32歳の頃、磐渓は学問修業が認められ、仙台藩から新規召出（学問稽古人、江戸定詰）となり、兄・磐里の庇護から離れ一家の主人となった。12月に妻・光（みつ）を迎えたが、虚弱なため翌年没し、家庭生活はわずか半年に終わった。1835年、35歳で再婚し、淑（よし）をめとった。よしとの間には3男4女の子宝に恵まれ、この中に次男・如電や三男・文彦がいる。
弘化年間に天然痘が流行すると、このせいで長男・順之助を亡くしてしまう。天然痘の脅威に強い関心を抱いた磐渓は、種痘の研究で功のあった蘭方医・伊東玄朴の助言に従い、子どもたちに種痘を試みた。これはまだ迷信の強い江戸で悪評判を呼び、「大槻はオランダ気違いで子どもを殺す」と非難を呼んだ。

#### 砲術修業
1841年、武蔵の徳丸ヶ原（現在の板橋区高島平）で、高島秋帆の指導のもと洋式軍の訓練が行われた。砲撃演習も行われ、これを見学していた磐渓は「漢学を本業、西洋砲術を副業として文武両刀たらん」と西洋砲術を学ぶ決意をする。1848年、秋帆の門人・大塚同庵から西洋砲術の皆伝を受け、1851年2月には藩から「西洋砲術稽古人」を命じられた。11月には佐久間象山が西洋式カノン砲の試し撃ちを行った際、磐渓はこの手助けを行っている。1855年11月には藩から「西洋流砲術指南取扱」を命じられ、12月に江川英龍に入門している。

#### 開国論

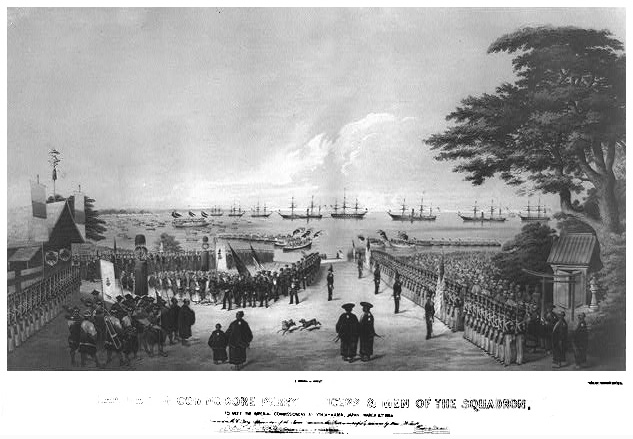
ペリー一行の上陸

この頃から磐渓は開国論を唱え、1849年には幕府老中・阿部正弘へ開国論「献芹微衷」（けんきんびちゅう）5編を建白した。彼の主張は親露開国論であり、アヘン戦争以後、知識人の間ではイメージの悪かったイギリス・アメリカではなく、古くから交流のあったロシアに接近しつつ開国しようという考えである。
そもそも家柄により幼いころから異国の文化に触れる環境で育ったため、磐渓には西洋人を「夷敵」ととらえる発想はなかったようである。しかし当時の世論は圧倒的に攘夷論が優勢であり、磐渓の態度は多くの非難を浴びた。
ペリーが来航した1853年には、幕府が諸藩に対応の助言を求めたことに応じ、藩命で黒船見学のため2度浦賀へ出張している。その後に開国論をまとめた「米利幹議」（めりけんぎ）、「魯西亜議」（ろしあぎ）二つの外交建白書を著した。
歴史学者の加藤祐三によると、久里浜における（ペリーが持参した）大統領国書受理の前日の七月十三日付で仙台藩士・大槻平次（磐渓）が「門下生」として儒役・林大学頭健の「御内意」に答えた報告があり、その主な内容は
「①黒船四隻の戦力は強大ですが、彼らに交戦の意図はまったくありません。わが国には自国の戦いでありますが、彼らには補給線がありませんから、戦争にはならないでしょう。
②渡来の意図は、蒸気船用の石炭補給基地として一島を拝借することにあり、異国船薪施待所について、伊豆下田や志州鳥羽の案があり、下田の場合には韮山代官の江川英龍を登用すべきです。万里の波濤を越え、断固たる決意で渡来したからには、少しは御聞届の必要がありましょう。（後略）」（加藤祐三『幕末外交と開国』講談社、2012年）などであるという。
1854年にペリーが浦賀に再来航すると、藩命を受けて横浜の日米応接所に出向いた。応接所警備を任されていた松代藩参謀長の佐久間象山の助けもあり、仕事ははかどり、その過程で彼は漁船に乗って黒船に近づき、中国人通訳・羅森に漢詩を送ったこともあった。この話を聞きつけた吉田松陰は、黒船に乗り込むための奇策を磐渓に相談したというエピソードがある。後に松陰はポーハタン号への密航事件をとがめられ、投獄されている。

### 戊辰戦争期

#### 養賢堂学頭
1862年9月、磐渓は仙台への帰還を命じられている。これには、藩の情報通として藩主に重宝されている磐渓を、暗殺された佐久間象山の二の舞にはさせたくないという意図があった。翌10月、林学斎による幕府への推挙も辞退して帰国の途に着いた。
幕末の仙台藩においては、倒幕派の桜田良佐・遠藤文七郎・中嶋虎之助らと、佐幕派の但木土佐・坂英力・玉虫左太夫・そして大槻磐渓らとの激しい抗争が展開された。1863年、将軍徳川家茂が上洛すると、仙台藩は朝廷からの藩単独での上洛令と、幕府からの将軍に随従する形での上洛令との、矛盾する二つの命を受けた。いずれをとるかで両派の間で激しい論争が起きたが、藩主伊達慶邦は、佐幕派の意見を受け入れて将軍に随伴して上洛した。磐渓もこれに随行し、攘夷論が沸騰する京都において捨て身の覚悟で開国論を主張するつもりであった。しかし、彼の身の安全を心配した但木土佐のはからいにより、別命を受け待機することになる。
その後藩校の養賢堂で学頭添役（副学頭）として教鞭をとった。1865年10月、前学頭・大槻習斎の死を受け養賢堂の学頭にも就任し、その発言は仙台藩の執政に対しても大きな影響力を持った。実際に、戊辰戦争期での東北地方における諸戦争を指導した仙台藩の但木土佐、玉虫左太夫などは磐渓の教え子に当たる。ところが、養賢堂の改革案などが部下の反対にあうなど、経理運営は上手くいかず、神経衰弱に陥ってしまう。1866年には病気を理由に学頭を辞して隠居するが、1867年2月に藩主伊達慶邦の「学問相手近習格」に任ぜられ、再び出仕する。3月には林学斎から再び幕府への推挙があったが、またも辞退している。

#### 主戦論

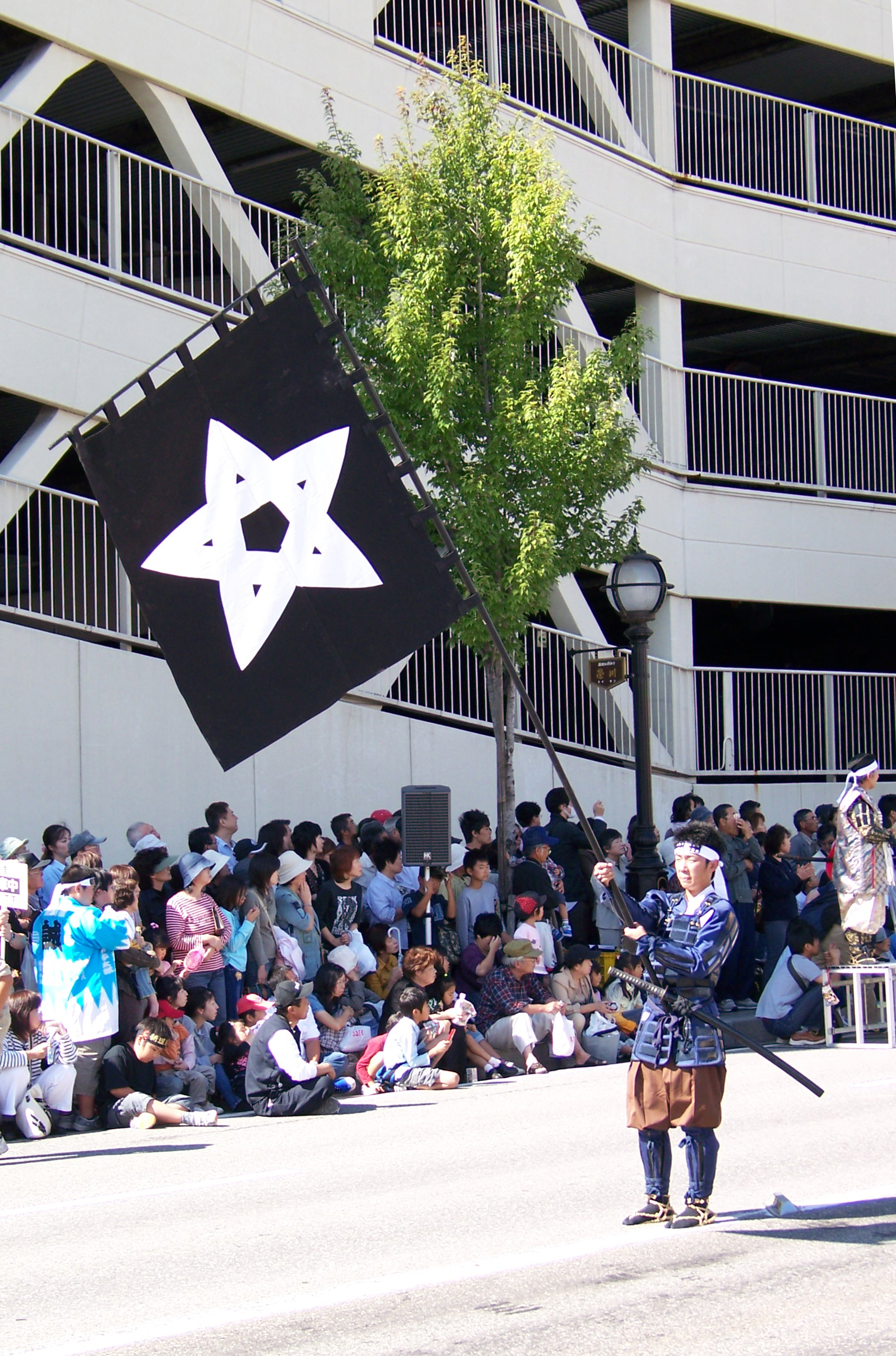
奥羽越列藩同盟旗

1868年、鳥羽・伏見の戦いを機に戊辰戦争が勃発すると、仙台藩には会津藩追討の命が下った。仙台藩ではこれに対処するため、朝廷への建白書が起草され、磐渓がこの草稿を書いた。既に東征軍が出発していたため、建白書は時期遅しとして倒幕派の藩参政・三好監物の抑止にあい朝廷に届けられずに終わったが、これが東京の「中外新聞」に掲載され、薩長を憤慨させた。旧知の仲である山内容堂はこの建白書を見ると磐渓が書いたものに違いないと断定し、これが後の幽閉につながっている。
閏4月11日、白石に奥羽14藩の代表が集まり、盟約書（白石盟約）が審議されて奥羽越列藩同盟が発足した。
仙台藩が奥羽越列藩同盟の盟主になると、論客として各藩の参謀と関わりを持った。星恂太郎率いる仙台藩の洋式歩兵隊に「額兵隊」という名を与えたのも磐渓である。なお磐渓の影響を受けた星も以前は過激な攘夷論者で、開国論を唱える磐渓と但木土佐の暗殺を謀ったところ、逆にその愚を諭され、脱藩したという逸話がある。

#### 戦犯に
1868年9月、仙台藩は降伏し、戦争は敗北に終わった。磐渓は中里村の大槻宗家で逮捕され、仙台へ護送され、翌1869年4月に監獄入りとなった。この間、一度の尋問も罪状の申し渡しもなかった。後に明らかとなる罪状は、以下のようなものであった。
- 仙台藩から朝廷への建白書の執筆
- 奥羽越列藩同盟盟約書の執筆
- 輪王寺宮令旨の執筆
- プロシア国領事宛書簡の執筆

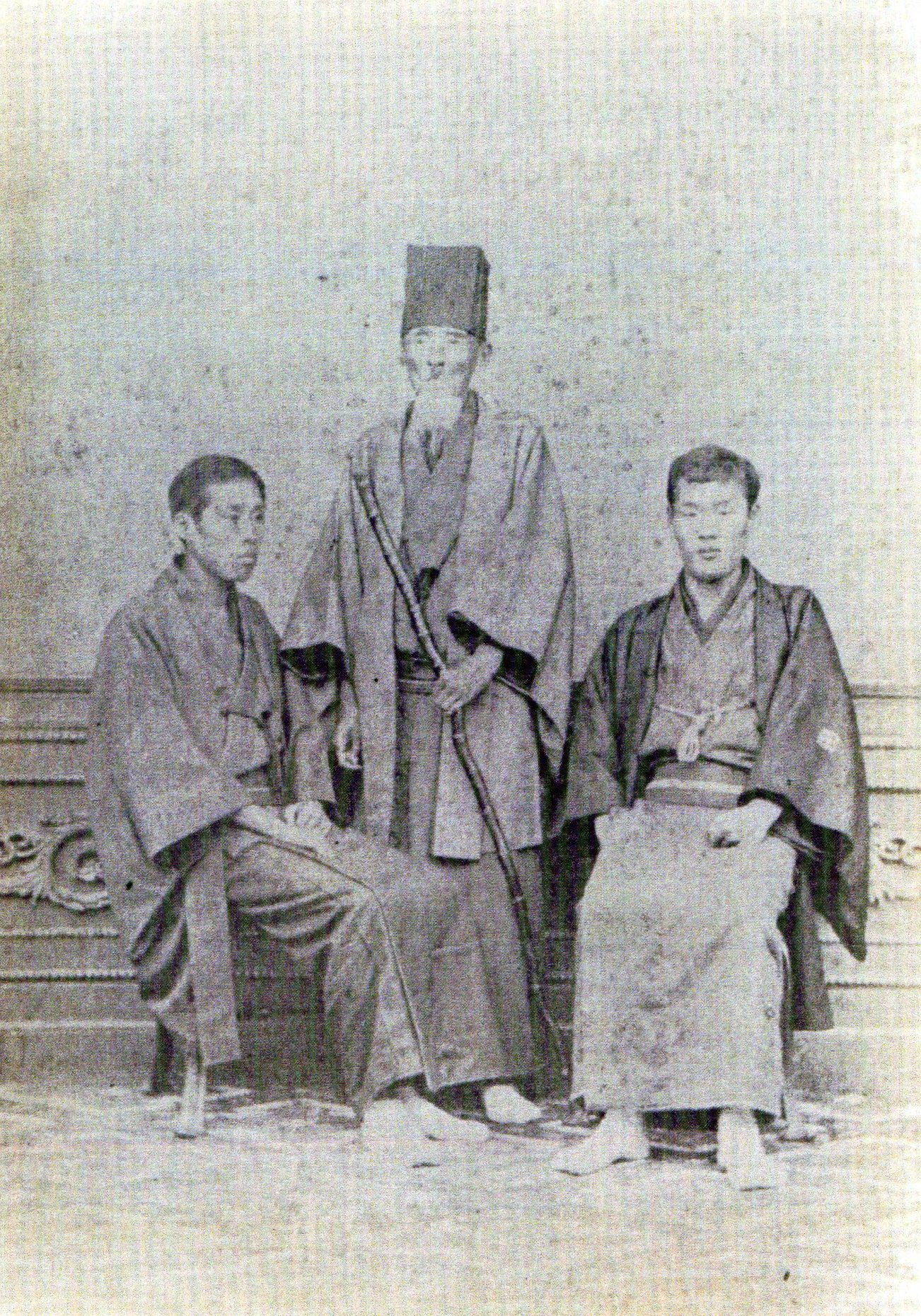
晩年の大槻磐渓（中央）
左は大槻如電、右は大槻文彦（1874年1月）

戦後の仙台藩は新政府から勤王派と評価されたかつての倒幕派が中枢を占め、戦争を主導した佐幕派への報復的戦後処理が行われた。この戦後処理で伊達家は存続が許されたものの、主戦派の指導者、但木土佐・玉虫左太夫ら磐渓の教え子は斬首刑に処せられた。仙台藩の戦後処理に当たった議事局議長桜田良佐は、藩の学問主導を巡り大槻家と激しい敵対関係にあった。良佐の父・桜田欽斎は、大槻平泉と養賢堂の主導権を巡り敗れた人物で、良佐はその仇を磐渓に報ずることを公言していた。
磐渓もまた斬首刑者のリストに入っていたが、高名な漢学者であり、さらに老体であることなどから終身禁固の刑となった。1870年元旦には病を理由に仮出獄を許されるが、これは磐渓を先生扱いしていた牢の医師・同室者・獄吏らとの謀りごとであり、本人はいたって健康、出獄当日には大酒を飲んだという。1871年4月24日には謹慎も解かれ、晴れて白日の身となった。なお、政府から初めての尋問があり、これに答弁書を出したのは4月29日のことで、入獄から2年後のこのときになって初めて自分の罪状を知った。
5月には東京に移住した。その後陸軍軍医監から出仕を勧められたが、「亡国の臣何の面目あって朝班に就くべき」としてこれを固辞した。

### 晩年
戦後の磐渓は、江戸で静かに余生を送った。以前より西洋文明への関心が高かった磐渓は、文明開化で様変わりする世相を興味深く見守りつつ暮らした。酒に酔うと「それみろ、俺が攘夷論の火のような中で、開国せにゃならぬと言ってきた。その通りであろう。あの時、鎖国攘夷を唱えた者は、本当に世界の形勢を知らぬ大たわけだ」と述べることがあったという。
この頃は父・玄沢への思いを募らせ、1873年には玄沢の行った新元会（オランダ正月）を再び行ったり、1876年には玄沢没後50年忌に際し、「追遠会」を行うなどしている。なお、この頃は中村正直や成島柳北との交友が目立つ。
1878年6月13日、午後4時ごろ世を去った。享年78。父・玄沢、兄・磐里らと同じく、高輪の東禅寺に葬られた。
1924年、従五位を追贈された。

## 著作
『献芹微衷』
（けんきんびちゅう）。1849年。
「海堡篇」「陸戦篇」「海戦篇」「隣好篇・上」「隣好篇・下」の5編からなる。老中・阿部正弘に建白された、磐渓の開国論をまとめた最初のものである。島国である日本の海防を説き、親ロシア寄りの開国を主張している。
『米利幹議』『魯西亜議』
（めりけんぎ）（ろしあぎ）。1853年。
『米利幹議』は、黒船来航に際して浦和で見聞きしたことを報告したもの。『魯西亜議』はプチャーチンが長崎に来航した際に書かれた建白書。『献芹微衷』同様、ここにも磐渓のロシアびいきが現れている。
『近古史談』
安政年間の成立。「織篇第一」「豊篇第二」「徳篇第三上」「徳篇第四下」の4巻からなる。
戦国大名の活躍と、それに関する磐渓の論評を記したものであり、広く読まれ講談のネタにもなった。旧制中学校の漢文教科書にも採用されている。磐渓には、ペリーの来航以来、動揺する世情を憂い、過去の英雄たちの行動を学ぶことで士気を鼓舞する意図があったようである。
『孟子約解』
（もうしやっかい）。漢学者として書いた注釈書。

## 関連人物
父・玄沢の代から存在した学者間のネットワークは、磐渓にとって人脈構築の大きな助けになったといえる。また、磐渓は酒豪としても知られており、その人脈にはいわゆる「酒飲み友達」も多かった。

### 大槻家
大槻玄沢以後、大槻家は優れた学者を何人も輩出し、「西に頼氏あり、東に大槻氏あり」と称された。実際、仙台藩の学業は、養賢堂をはじめ大槻家の人材が多く担っている。また、特に有名な大槻玄沢・大槻磐渓・大槻文彦の3代は、「大槻三賢人」と呼ばれた。
玄沢の叔父・清慶の家系が一関の大槻宗家にあたり、さらにそこから仙台藩の職を歴任した大槻平泉の仙台分家、玄沢ら江戸に常駐した江戸分家に分かれた。
大槻玄沢
父。蘭学者。杉田玄白・前野良沢の弟子。蘭学興隆期の総帥格で、青年期の磐渓は「玄沢の息子」としても知られた存在であった。玄沢はロシアに漂流し帰還した大黒屋光太夫と交流があり、またニコライ・レザノフの遣日使節で、帰国した津太夫一行によるロシア情勢を伝えた『環海異聞』などの著作があり、これが後に磐渓の親露開国論に影響したと推測される。
大槻如電・大槻文彦
長男は夭折したが、次男如電はさまざまな方面に才能を発揮するタイプで、博学家として多くの著作を残した。三男の文彦は、一つのことを地道にやり遂げる性格で、後に生涯をかけ初の近代的国語辞書たる『言海』とその増補改訂版『大言海』を編纂したことで知られる。
兄弟2人とも、投獄後の父・磐渓の名誉回復にも奔走した。
大槻平泉・大槻習斎
同じ大槻一門。藩職を担った仙台大槻家。平泉は長く仙台藩の藩校・養賢堂の学頭を務め、玄沢の勧めにより蘭学の教育も導入するなど、藩校の近代化に尽力した。その息子の習斎も、学頭を務めている。
子孫
孫の幸（さち）は中村勝麻呂に嫁ぎ、曽孫に中野好夫の後妻となった静（しず）、その弟にお茶の水女子大学名誉教授で英国憲政史の中村英勝がいる。中村妙子は義母の幸が語る言葉や時代の様子が歴史そのものであったとしている。

### 家系図
| 江戸大槻家 | 仙台大槻家 | 大槻宗家 |

|            |            |            |            |            |            |  |  |          |          |          |          |          |          |          |          |          |          |          |          |          |          |  |  |          |          |          |          |          |          |  |  | 大槻茂性(6代)  |                |                |                |                |                |  |  |                    |                    |                    |                    |                    |                    |  |  |  |  |  |  |  |  |  |  |  |  |  |  |  |  |  |  |  |  |  |  |  |  |  |  |  |  |  |  |
|            |            |            |            |            |            |  |  |          |          |          |          |          |          |          |          |          |          |          |          |          |          |  |  |          |          |          |          |          |          |  |  |                |                |                |                |                |                |  |  |                    |                    |                    |                    |                    |                    |  |  |  |  |  |  |  |  |  |  |  |  |  |  |  |  |  |  |  |  |  |  |  |  |  |  |  |  |  |  |
|            |            |            |            |            |            |  |  |          |          |          |          |          |          |          |          |          |          |          |          |          |          |  |  |          |          |          |          |          |          |  |  |                |                |                |                |                |                |  |  |                    |                    |                    |                    |                    |                    |  |  |  |  |  |  |  |  |  |  |  |  |  |  |  |  |  |  |  |  |  |  |  |  |  |  |  |  |  |  |
|            |            |            |            |            |            |  |  |          |          |          |          | 大槻玄梁 | 大槻玄梁 | 大槻玄梁 | 大槻玄梁 | 大槻玄梁 | 大槻玄梁 |          |          |          |          |  |  |          |          |          |          |          |          |  |  | 大槻清慶(7代)  | 大槻清慶(7代)  | 大槻清慶(7代)  | 大槻清慶(7代)  | 大槻清慶(7代)  | 大槻清慶(7代)  |  |  |                    |                    |                    |                    |                    |                    |  |  |  |  |  |  |  |  |  |  |  |  |  |  |  |  |  |  |  |  |  |  |  |  |  |  |  |  |  |  |
|            |            |            |            |            |            |  |  |          |          |          |          | 大槻玄梁 | 大槻玄梁 | 大槻玄梁 | 大槻玄梁 | 大槻玄梁 | 大槻玄梁 |          |          |          |          |  |  |          |          |          |          |          |          |  |  | 大槻清慶(7代)  | 大槻清慶(7代)  | 大槻清慶(7代)  | 大槻清慶(7代)  | 大槻清慶(7代)  | 大槻清慶(7代)  |  |  |                    |                    |                    |                    |                    |                    |  |  |  |  |  |  |  |  |  |  |  |  |  |  |  |  |  |  |  |  |  |  |  |  |  |  |  |  |  |  |
|            |            |            |            |            |            |  |  |          |          |          |          | 大槻玄沢 | 大槻玄沢 | 大槻玄沢 | 大槻玄沢 | 大槻玄沢 | 大槻玄沢 |          |          |          |          |  |  |          |          |          |          |          |          |  |  | 大槻清雄(9代)  | 大槻清雄(9代)  | 大槻清雄(9代)  | 大槻清雄(9代)  | 大槻清雄(9代)  | 大槻清雄(9代)  |  |  |                    |                    |                    |                    |                    |                    |  |  |  |  |  |  |  |  |  |  |  |  |  |  |  |  |  |  |  |  |  |  |  |  |  |  |  |  |  |  |
|            |            |            |            |            |            |  |  |          |          |          |          | 大槻玄沢 | 大槻玄沢 | 大槻玄沢 | 大槻玄沢 | 大槻玄沢 | 大槻玄沢 |          |          |          |          |  |  |          |          |          |          |          |          |  |  | 大槻清雄(9代)  | 大槻清雄(9代)  | 大槻清雄(9代)  | 大槻清雄(9代)  | 大槻清雄(9代)  | 大槻清雄(9代)  |  |  |                    |                    |                    |                    |                    |                    |  |  |  |  |  |  |  |  |  |  |  |  |  |  |  |  |  |  |  |  |  |  |  |  |  |  |  |  |  |  |
|            |            |            |            |            |            |  |  |          |          |          |          |          |          |          |          |          |          |          |          |          |          |  |  |          |          |          |          |          |          |  |  |                |                |                |                |                |                |  |  |                    |                    |                    |                    |                    |                    |  |  |  |  |  |  |  |  |  |  |  |  |  |  |  |  |  |  |  |  |  |  |  |  |  |  |  |  |  |  |
|            |            |            |            |            |            |  |  | 大槻磐渓 | 大槻磐渓 | 大槻磐渓 | 大槻磐渓 | 大槻磐渓 | 大槻磐渓 |          |          | 大槻磐里 | 大槻磐里 | 大槻磐里 | 大槻磐里 | 大槻磐里 | 大槻磐里 |  |  | 大槻平泉 | 大槻平泉 | 大槻平泉 | 大槻平泉 | 大槻平泉 | 大槻平泉 |  |  | 大槻清臣(10代) | 大槻清臣(10代) | 大槻清臣(10代) | 大槻清臣(10代) | 大槻清臣(10代) | 大槻清臣(10代) |  |  |                    |                    |                    |                    |                    |                    |  |  |  |  |  |  |  |  |  |  |  |  |  |  |  |  |  |  |  |  |  |  |  |  |  |  |  |  |  |  |
|            |            |            |            |            |            |  |  | 大槻磐渓 | 大槻磐渓 | 大槻磐渓 | 大槻磐渓 | 大槻磐渓 | 大槻磐渓 |          |          | 大槻磐里 | 大槻磐里 | 大槻磐里 | 大槻磐里 | 大槻磐里 | 大槻磐里 |  |  | 大槻平泉 | 大槻平泉 | 大槻平泉 | 大槻平泉 | 大槻平泉 | 大槻平泉 |  |  | 大槻清臣(10代) | 大槻清臣(10代) | 大槻清臣(10代) | 大槻清臣(10代) | 大槻清臣(10代) | 大槻清臣(10代) |  |  |                    |                    |                    |                    |                    |                    |  |  |  |  |  |  |  |  |  |  |  |  |  |  |  |  |  |  |  |  |  |  |  |  |  |  |  |  |  |  |
|            |            |            |            |            |            |  |  |          |          |          |          |          |          |          |          |          |          |          |          |          |          |  |  |          |          |          |          |          |          |  |  |                |                |                |                |                |                |  |  |                    |                    |                    |                    |                    |                    |  |  |  |  |  |  |  |  |  |  |  |  |  |  |  |  |  |  |  |  |  |  |  |  |  |  |  |  |  |  |
| 中村英麻呂 | 中村英麻呂 | 中村英麻呂 | 中村英麻呂 | 中村英麻呂 | 中村英麻呂 |  |  | 大槻文彦 | 大槻文彦 | 大槻文彦 | 大槻文彦 | 大槻文彦 | 大槻文彦 |          |          | 大槻如電 | 大槻如電 | 大槻如電 | 大槻如電 | 大槻如電 | 大槻如電 |  |  | 大槻習斎 | 大槻習斎 | 大槻習斎 | 大槻習斎 | 大槻習斎 | 大槻習斎 |  |  | 大槻清廉(11代) | 大槻清廉(11代) | 大槻清廉(11代) | 大槻清廉(11代) | 大槻清廉(11代) | 大槻清廉(11代) |  |  | 佐々木中沢（娘婿） | 佐々木中沢（娘婿） | 佐々木中沢（娘婿） | 佐々木中沢（娘婿） | 佐々木中沢（娘婿） | 佐々木中沢（娘婿） |  |  |  |  |  |  |  |  |  |  |  |  |  |  |  |  |  |  |  |  |  |  |  |  |  |  |  |  |  |  |
| 中村英麻呂 | 中村英麻呂 | 中村英麻呂 | 中村英麻呂 | 中村英麻呂 | 中村英麻呂 |  |  | 大槻文彦 | 大槻文彦 | 大槻文彦 | 大槻文彦 | 大槻文彦 | 大槻文彦 |          |          | 大槻如電 | 大槻如電 | 大槻如電 | 大槻如電 | 大槻如電 | 大槻如電 |  |  | 大槻習斎 | 大槻習斎 | 大槻習斎 | 大槻習斎 | 大槻習斎 | 大槻習斎 |  |  | 大槻清廉(11代) | 大槻清廉(11代) | 大槻清廉(11代) | 大槻清廉(11代) | 大槻清廉(11代) | 大槻清廉(11代) |  |  | 佐々木中沢（娘婿） | 佐々木中沢（娘婿） | 佐々木中沢（娘婿） | 佐々木中沢（娘婿） | 佐々木中沢（娘婿） | 佐々木中沢（娘婿） |  |  |  |  |  |  |  |  |  |  |  |  |  |  |  |  |  |  |  |  |  |  |  |  |  |  |  |  |  |  |
| 中村勝麻呂 | 中村勝麻呂 | 中村勝麻呂 | 中村勝麻呂 | 中村勝麻呂 | 中村勝麻呂 |  |  | 幸       | 幸       | 幸       | 幸       | 幸       | 幸       |          |          |          |          |          |          |          |          |  |  | 大槻清良 | 大槻清良 | 大槻清良 | 大槻清良 | 大槻清良 | 大槻清良 |  |  | 大槻清裕(12代) | 大槻清裕(12代) | 大槻清裕(12代) | 大槻清裕(12代) | 大槻清裕(12代) | 大槻清裕(12代) |  |  |                    |                    |                    |                    |                    |                    |  |  |  |  |  |  |  |  |  |  |  |  |  |  |  |  |  |  |  |  |  |  |  |  |  |  |  |  |  |  |
| 中村勝麻呂 | 中村勝麻呂 | 中村勝麻呂 | 中村勝麻呂 | 中村勝麻呂 | 中村勝麻呂 |  |  | 幸       | 幸       | 幸       | 幸       | 幸       | 幸       |          |          |          |          |          |          |          |          |  |  | 大槻清良 | 大槻清良 | 大槻清良 | 大槻清良 | 大槻清良 | 大槻清良 |  |  | 大槻清裕(12代) | 大槻清裕(12代) | 大槻清裕(12代) | 大槻清裕(12代) | 大槻清裕(12代) | 大槻清裕(12代) |  |  |                    |                    |                    |                    |                    |                    |  |  |  |  |  |  |  |  |  |  |  |  |  |  |  |  |  |  |  |  |  |  |  |  |  |  |  |  |  |  |
|            |            |            |            |            |            |  |  |          |          |          |          |          |          |          |          |          |          |          |          |          |          |  |  |          |          |          |          |          |          |  |  |                |                |                |                |                |                |  |  |                    |                    |                    |                    |                    |                    |  |  |  |  |  |  |  |  |  |  |  |  |  |  |  |  |  |  |  |  |  |  |  |  |  |  |  |  |  |  |
|            |            |            |            |            |            |  |  |          |          |          |          |          |          |          |          |          |          |          |          |          |          |  |  |          |          |          |          |          |          |  |  |                |                |                |                |                |                |  |  |                    |                    |                    |                    |                    |                    |  |  |  |  |  |  |  |  |  |  |  |  |  |  |  |  |  |  |  |  |  |  |  |  |  |  |  |  |  |  |
| 中村英勝   | 中村英勝   | 中村英勝   | 中村英勝   | 中村英勝   | 中村英勝   |  |  | 中村妙子 | 中村妙子 | 中村妙子 | 中村妙子 | 中村妙子 | 中村妙子 |          |          | 静       | 静       | 静       | 静       | 静       | 静       |  |  | 中野好夫 | 中野好夫 | 中野好夫 | 中野好夫 | 中野好夫 | 中野好夫 |  |  | 大槻清俊(13代) | 大槻清俊(13代) | 大槻清俊(13代) | 大槻清俊(13代) | 大槻清俊(13代) | 大槻清俊(13代) |  |  |                    |                    |                    |                    |                    |                    |  |  |  |  |  |  |  |  |  |  |  |  |  |  |  |  |  |  |  |  |  |  |  |  |  |  |  |  |  |  |
| 中村英勝   | 中村英勝   | 中村英勝   | 中村英勝   | 中村英勝   | 中村英勝   |  |  | 中村妙子 | 中村妙子 | 中村妙子 | 中村妙子 | 中村妙子 | 中村妙子 |          |          | 静       | 静       | 静       | 静       | 静       | 静       |  |  | 中野好夫 | 中野好夫 | 中野好夫 | 中野好夫 | 中野好夫 | 中野好夫 |  |  | 大槻清俊(13代) | 大槻清俊(13代) | 大槻清俊(13代) | 大槻清俊(13代) | 大槻清俊(13代) | 大槻清俊(13代) |  |  |                    |                    |                    |                    |                    |                    |  |  |  |  |  |  |  |  |  |  |  |  |  |  |  |  |  |  |  |  |  |  |  |  |  |  |  |  |  |  |

### 師事した人物
ここでは、上記「生涯」で触れなかった人物のみ取り上げる。
巻菱湖
幕末の三筆と称された書家。磐渓は葛西因是の紹介で巻を知り、21歳の頃、彼から書を習った。息子の文彦によれば、門人というわけではなく、個人的な関係で書を学んだようである。巻も酒仙であったため、磐渓とは酒宴仲間でもあった。
梁川星巌
漢詩人。磐渓は彼から漢詩を学んだ。

### 仙台藩の人物
佐々木中沢
父・玄沢高弟の蘭学者。大槻宗家の清臣の長女・恵和子を娶ったため、大槻家と縁戚関係がある。磐渓より12歳年長にあたり、磐渓にとってはよき兄貴分であった。磐渓17歳の頃の東北旅行にも同行し、非常に親しい関係が長く続いた。仙台藩医学校蘭方外科助教も務めている。
但木土佐・玉虫左太夫
戊辰戦争期の仙台藩の中核・主戦論者。共に磐渓の教え子で、彼の佐幕思想・開国論に大きな影響を受けた。両者とも戦後斬首刑に処せられている。
星恂太郎
仙台藩士。以前は過激な攘夷論者で、開国論を唱える磐渓と但木土佐の暗殺を謀ったところ、逆にその愚を諭され、脱藩したという逸話がある。後に仙台藩の洋式歩兵部隊・額兵隊を率い、土方歳三・榎本武揚らとともに箱館戦争まで戦い抜いた。
岡鹿門
儒学者。直接の弟子ではないが、磐渓に影響を受けたと彼自身が語っている。磐渓が養賢堂の学頭時代、「指南役見習」を命じられたが、上司の磐渓とは方針が対立した。尊攘倒幕論者でもあったため後に磐渓の批判に回り、敗戦責任を追及したり、磐渓をかばう息子たちに非難を浴びせることもあった。

### その他交友関係
佐久間象山
江川英龍の門下で砲術を学んだ同門。その後も付き合いは続いており、磐渓は開国論の先達者として象山を尊敬していた。互いに大酒飲みで天下を語ることが好きだった彼とは馬が合ったようである。また、吉田松陰（象山の弟子）に磐渓を紹介したのも彼だと思われる。
山内容堂
土佐藩藩主。鯨海酔侯と呼ばれた大酒飲みで、磐渓とは詩作・酒飲み仲間であった。しかし2人の仲は戊辰戦争に前後して大きく変わってしまう。1868年、仙台藩が朝廷へ提出した建白書を見た容堂は、「これは磐渓が書いたものに違いない。その罪、断じて許すべからず」と断じ、これが戦後の磐渓逮捕につながった。また下獄された磐渓を救うことも拒否したという。
松平春嶽
越前福井藩藩主。維新前後からの交遊関係があった。容堂とは異なり、晩年までその付き合いは続いている。
徳川慶頼
田安徳川家当主。松平春嶽は兄。磐渓とは明治初年から交遊が続き、1872年、磐渓は相生町の田安家別邸に転居している。また息子は磐渓の門人となり、漢学の講義を受けた。
福沢諭吉
維新前からの付き合いで、従者として咸臨丸で渡米した際も磐渓に相談があったという。なお福沢の学問師弟系譜を辿っていくと、適塾の緒方洪庵←中天游←大槻玄沢まで行き着く。また息子の大槻文彦とも付き合いが続いた。
土方歳三
生前に面識があったかどうかは定かではないが、徳川軍が北上し、仙台に入っていた時期、主戦論者の磐渓と会っていた可能性は否定しきれない。また高幡不動の土方歳三像に添えられている「殉節両雄之碑」の撰文は磐渓が行っている。

## 人物・評価

JR一関前に設置された大槻三賢人像

家系の影響から、幼い頃から高名な人物と交わる機会が多く、エリート（やや揶揄した言い方をすれば「お坊ちゃん」）として育ったことから、性格は鷹揚で、暗さはなかったという。天下国家を語ることを好み、酒と書をこよなく愛した。英雄志向が強く、この時代では珍しく、ナポレオン・ボナパルトに注目していた一人でもある。磐渓自身も砲術修業を行っており、砲兵から皇帝にまで上り詰めたナポレオンに興味を持ったのであろう。
攘夷論が圧倒的優勢を占めていた幕末期において開国論を唱えていたことから、開明的な思想の持ち主であったといえる。この開国論には、父・玄沢の蘭学の影響もあったことは確かであろうが、阿部正弘ら幕府中枢から得た確度の高い海外情報にも基づいていたのも事実である。彼の佐幕論も、単なる徳川家の延命策や尊王論とは一線を画すものであった。息子の文彦によれば、その理想は天皇親政ではなく、将軍家を宰相とする立憲君主制を想定していたようである。
しかし思想家・ブレーンとしては有能であった半面、養賢堂の運営に失敗するなど、実務家の能力には欠けていたようである。また幕末の仙台藩においては主戦論の理論的主導者であったため、岡鹿門など、その敗戦責任を厳しく問う声もあった。磐渓の影響を受け、幕末の仙台藩執政を担当した但木土佐も、戦後「我は儒者の言を用いて誤りたり」と、暗に磐渓を批判している。
美しい漢文の文章には、頼山陽の称賛を受けるなど、当時から定評があり、戦国大名の活躍を記した『近古史談』は、旧制中学校の漢文の教科書としても使われていた。
1984年には、一関市の青年会議所の手により、一ノ関駅前に磐渓を含めた大槻三賢人の胸像が建立された。